# Giro di Sicilia 1954
Il Giro di Sicilia 1954, undicesima edizione della corsa, si svolse dal 6 all'11 aprile 1954 su un percorso di 1181 km suddivisi in 6 tappe, per ciclisti indipendenti ad invito, con partenza e arrivo a Palermo
. La vittoria fu appannaggio dell'italiano Ugo Massocco, che completò il percorso in 35h19'56" precedendo i connazionali Livio Isotti e Giovanni Roma.

## Tappe
| Tappa   | Data      | Percorso                               | km   | Vincitore di tappa | Leader cl. generale |
| ------- | --------- | -------------------------------------- | ---- | ------------------ | ------------------- |
| 1ª      | 6 aprile  | Palermo > Sciacca                      | 243  | Livio Isotti       | Livio Isotti        |
| 2ª      | 7 aprile  | Sciacca > Enna                         | 193  | Giovanni Roma      | Livio Isotti        |
| 3ª - 1ª | 8 aprile  | Enna > Licata                          | 105  | Armando Para       | Italia (bandiera)   |
| 3ª - 2ª | 8 aprile  | Licata > Gela (Cronometro individuale) | 33   | Gianni Ghidini     | Ugo Massocco        |
| 4ª      | 9 aprile  | Gela > Catania                         | 222  | Odino Baldarelli   | Ugo Massocco        |
| 5ª - 1ª | 10 aprile | Catania > Messina                      | 104  | Ilvo Pugi          | Italia (bandiera)   |
| 5ª - 2ª | 10 aprile | Messina > Castroreale                  | 63   | Livio Isotti       | Ugo Massocco        |
| 6ª      | 11 aprile | Castroreale > Palermo                  | 218  | Ilvo Pugi          | Ugo Massocco        |
| Totale  | Totale    | Totale                                 | 1181 |                    |                     |

## Dettagli delle tappe

### 1ª tappa
- 6 aprile: Palermo > Sciacca – 243 km

Risultati
| Pos. | Corridore         | Squadra     | Tempo    |
| ---- | ----------------- | ----------- | -------- |
| 1    | Livio Isotti      | Nivea-Fuchs | 6h45'00" |
| 2    | Ugo Massocco      | Doniselli   | a 00'00" |
| 3    | Giuseppe Mondello |             | a 20'00" |

| Pos. | Corridore         | Squadra     | Tempo    |
| ---- | ----------------- | ----------- | -------- |
| 1    | Livio Isotti      | Nivea-Fuchs | 6h45'00" |
| 2    | Ugo Massocco      | Doniselli   | s.t.     |
| 3    | Giuseppe Mondello |             | a 20'00" |

### 2ª tappa
- 7 aprile: Sciacca > Enna – 193 km

Risultati
| Pos. | Corridore           | Squadra    | Tempo    |
| ---- | ------------------- | ---------- | -------- |
| 1    | Giovanni Roma       | Bottecchia | 6h16'15" |
| 2    | Gilberto Dall'Agata | Fréjus     | s.t.     |
| 3    | Gastone Nencini     | Legnano    | s.t.     |

| Pos. | Corridore        | Squadra     | Tempo     |
| ---- | ---------------- | ----------- | --------- |
| 1    | Livio Isotti     | Nivea-Fuchs | 13h06'15" |
| 2    | Ugo Massocco     | Doniselli   | s.t.      |
| 3    | Giacomo Zampieri | Bartali     | a 20"     |

### 3ª tappa - Semitappa 1
- 8 aprile: Enna > Licata – 105 km

Risultati
| Pos. | Corridore        | Squadra | Tempo    |
| ---- | ---------------- | ------- | -------- |
| 1    | Armando Para     |         | 2h49'31" |
| 2    | Arnaldo Faccioli | Guerra  | s.t.     |
| 3    | Gino Guerrini    |         | s.t.     |

| Pos. | Corridore         | Squadra | Tempo |
| ---- | ----------------- | ------- | ----- |
| 1    | Italia (bandiera) |         |       |
| 2    | Italia (bandiera) |         |       |
| 3    | Italia (bandiera) |         |       |

### 3ª tappa - Semitappa 2
- 8 aprile: Licata > Gela – 33 km

Risultati
| Pos. | Corridore        | Squadra    | Tempo    |
| ---- | ---------------- | ---------- | -------- |
| 1    | Gianni Ghidini   | Girardengo | 56'37"00 |
| 2    | Ugo Massocco     | Doniselli  | a 3'12"  |
| 3    | Giacomo Zampieri | Bartali    | a 3'50"  |

| Pos. | Corridore        | Squadra     | Tempo     |
| ---- | ---------------- | ----------- | --------- |
| 1    | Ugo Massocco     | Doniselli   | 16h54'04" |
| 2    | Giacomo Zampieri | Bartali     | a 1'02"   |
| 3    | Livio Isotti     | Nivea-Fuchs | a 2'25"   |

### 4ª tappa
- 9 aprile: Gela > Catania – 222 km

Risultati
| Pos. | Corridore        | Squadra | Tempo    |
| ---- | ---------------- | ------- | -------- |
| 1    | Odino Baldarelli |         | 7h40'37" |
| 2    | Gino Guerrini    |         | s.t.     |
| 3    | Renzo Accordi    | Guerra  | a 18"    |

| Pos. | Corridore         | Squadra   | Tempo |
| ---- | ----------------- | --------- | ----- |
| 1    | Ugo Massocco      | Doniselli |       |
| 2    | Italia (bandiera) |           |       |
| 3    | Italia (bandiera) |           |       |

### 5ª tappa - Semitappa 1
- 10 aprile: Catania > Messina – 104 km

Risultati
| Pos. | Corridore       | Squadra | Tempo    |
| ---- | --------------- | ------- | -------- |
| 1    | Ilvo Pugi       |         | 2h36'07" |
| 2    | Gino Guerrini   |         | s.t.     |
| 3    | Rolando Verdini |         | s.t.     |

| Pos. | Corridore         | Squadra | Tempo |
| ---- | ----------------- | ------- | ----- |
| 1    | Italia (bandiera) |         |       |
| 2    | Italia (bandiera) |         |       |
| 3    | Italia (bandiera) |         |       |

### 5ª tappa - Semitappa 2
- 10 aprile: Messina > Castroreale – 63 km

Risultati
| Pos. | Corridore           | Squadra     | Tempo    |
| ---- | ------------------- | ----------- | -------- |
| 1    | Livio Isotti        | Nivea-Fuchs | 1h28'33" |
| 2    | Renzo Accordi       | Guerra      | s.t.     |
| 3    | Gilberto Dall'Agata | Fréjus      | s.t.     |

| Pos. | Corridore        | Squadra     | Tempo     |
| ---- | ---------------- | ----------- | --------- |
| 1    | Ugo Massocco     | Doniselli   | 28h43'01" |
| 2    | Giacomo Zampieri | Bartali     | a 1'02"   |
| 3    | Livio Isotti     | Nivea-Fuchs | a 2'25"   |

### 6ª tappa
- 11 aprile: Castroreale > Palermo  – 218 km

Risultati
| Pos. | Corridore        | Squadra    | Tempo    |
| ---- | ---------------- | ---------- | -------- |
| 1    | Ilvo Pugi        |            | 6h35'55" |
| 2    | Arnaldo Faccioli | Guerra     | s.t.     |
| 3    | Gianni Ghidini   | Girardengo | s.t.     |

| Pos. | Corridore     | Squadra     | Tempo     |
| ---- | ------------- | ----------- | --------- |
| 1    | Ugo Massocco  | Doniselli   | 35h19'56" |
| 2    | Livio Isotti  | Nivea-Fuchs | a 1'25"   |
| 3    | Giovanni Roma | Bottecchia  | a 1'45"   |

## Evoluzione della classifica
| Tappa             | Vincitore         | Classifica generale Maglia giallo-rossa |
| ----------------- | ----------------- | --------------------------------------- |
| 1ª                | Livio Isotti      | Livio Isotti                            |
| 2ª                | Giovanni Roma     | Livio Isotti                            |
| 3ª - 1ª s.        | Armando Para      | Ugo Massocco                            |
| 3ª - 2ª s.        | Gianni Ghidini    | Ugo Massocco                            |
| 4ª                | Odino Baldarelli  | Ugo Massocco                            |
| 5ª - 1ª s.        | Ilvo Pugi         | Ugo Massocco                            |
| 5ª - 2ª s.        | Livio Isotti      | Ugo Massocco                            |
| 6ª                | Ilvo Pugi         | Ugo Massocco                            |
| Classifica finale | Classifica finale | Ugo Massocco                            |

## Classifica finale
| Pos. | Corridore            | Squadra     | Tempo     |
| ---- | -------------------- | ----------- | --------- |
| 1    | Ugo Massocco         | Doniselli   | 35h19'56" |
| 2    | Livio Isotti         | Nivea-Fuchs | a 1'25"   |
| 3    | Giovanni Roma        | Bottecchia  | a 1'45"   |
| 4    | Giacomo Zampieri     | Bartali     | a 2'02"   |
| 5    | Giovannino Assirelli | Arbos       | a 2'11"   |
| 6    | Gilberto Dall'Agata  | Fréjus      | a 2'23"   |
| 7    | Luigi Mastroianni    | C.R.A.L.    | a 5'24"   |
| 8    | Giuseppe Pecoraro    |             | a 8'10"   |
| 9    | Renzo Accordi        | Guerra      | a 9'44"   |
| 10   | Odino Baldarelli     | Arbos       | a 10'08"  |